# Frederik Vang Larsen
Frederik Vang Larsen (født 3. april 1989) er en dansk fodboldspiller, der spiller som målmand i FC Roskilde, hvor han fik kontrakt i juni 2011. Han har tidligere spillet for FC København og Næstved IF.
Vang Larsen står desuden noteret for 25 kampe på forskellige aldersbaserede landshold.